# Camargo (Cantàbria)
Camargo (Camargu en càntabre) és un municipi a la Comunitat autònoma de Cantàbria. El terme "Camargo" deriva del preromà Cabarcus, que és com es designava a l'individu de la tribu dels Cabarci que esmenta Plini el Vell en el segle i. El municipi és en un pla de la comarca de Santander i limita al nord amb Santander i Santa Cruz de Bezana, a l'oest amb Piélagos, al sud amb Piélagos i El Astillero i a l'est amb la Badia de Santander. Està situat a l'entrada de la capital autonòmica, i forma part de la seva àrea metropolitana. Inclou les localitats de Cacicedo/Cacicéu, Camargo/Camargu, Escobedo de Camargo/Escobéu, Herrera/Jerrera, Igollo/Igollu, Maliaño/Maliañu, Muriedas (capital), i Revilla.

## Evolució demogràfica
| 1900  | 1910  | 1920  | 1930  | 1940   | 1950   | 1960   | 1970   | 1980   | 1990   | 2000   | 2007   |
| ----- | ----- | ----- | ----- | ------ | ------ | ------ | ------ | ------ | ------ | ------ | ------ |
| 4.923 | 6.043 | 7.335 | 9.642 | 10.198 | 10.523 | 12.822 | 15.541 | 18.760 | 20.176 | 22.749 | 30.665 |

Font: INE

## Persones il·lustres
- José María Cagiga (1864-1922): escriptor de relats curts i contes costumbristes sota el pseudònim de José de Revilla y Camargo.[1]
- Pedro Velarde y Santillán (1779-1808) Militar que encapçalà l'aixecament contra els francesos, i dona inici a la Guerra del Francès.
- José de la Puente y Peña (1670-1739): mestre de camp, gentilhome de Càmera de S. M., cavaller de Santiago, marquès de Villapuente.
- Juan de Herrera (1530-1597): arquitecte creador del Monestir de l'Escorial.
- Ramón de Bonifaz: militar que encapçalà l'alliberament de Sevilla en ajuda al rei Ferran III (El Sant) el novembre de 1248 i donà lloc al que actualment apareix a l'escut de Santander, el trencament de les cadenes que el lligaven a la Torre de l'Or.
- Mateo Escagedo Salmón (Maliaño, 1854 - Santander, 1934): va rebre del papa Pius XI el títol d'Abat de la Col·legiata de Santa Juliana, que el Pontífex restituí per honrar la feina del sacerdot camarguès. Va escriure "Centralismo y Regionalismo", precursor del coneixement de Cantàbria com a entitat diferenciada, "Solares Montañeses", etc.
- Juan Manuel Gozalo (1944-2010): Periodista esportiu de ràdio i televisió.
- Juan Carlos Arteche (1957-2010): futbolista professional que jugà al Racing de Santander i l'Atlètic de Madrid, on fou capità diverses temporades.

## Resultats electorals
| Eleccions municipals, 25 de maig de 2003 |      |        |          |
| Partit                                   | Vots | %      | Regidors |
| PSOE                                     | 5972 | 37,82% | 9        |
| PP                                       | 5039 | 31,91% | 8        |
| PRC                                      | 1696 | 10,74% | 2        |
| ACaP                                     | 1684 | 10,66% | 2        |

| Eleccions municipals, 27 de maig de 2007 |      |        |          |
| Partit                                   | Vots | %      | Regidors |
| ACaP                                     | 5704 | 32,20% | 7        |
| PP                                       | 5310 | 29,97% | 7        |
| PSOE                                     | 4494 | 25,37% | 6        |
| PRC                                      | 1395 | 7,87%  | 1        |

| Eleccions municipals, 22 de maig de 2011 |       |        |            |
| Partido                                  | Votos | %      | Concejales |
| PP                                       | 7668  | 44,28% | 11         |
| PSC-PSOE                                 | 4900  | 28,30% | 7          |
| PRC                                      | 1761  | 10,17% | 2          |
| IU                                       | 856   | 4,94%  | 1          |

## Ciutats agermanades
- Cugnaux